# 境主庙水库
境主庙水库是中国安徽省安庆市桐城市境内的一座水库，位于长江支流龙眠河上，建于1973年。水库正常库容为1480万立方米，集雨面积为63平方千米，海拔为90米。